# 斯坦尼斯拉夫·瑙莫夫
斯坦尼斯拉夫·亚历山德罗维奇·瑙莫夫（俄语：Станислав Александрович Наумов，羅馬化：Stanislav Aleksandrovich Naumov，1972年10月4日—）是俄罗斯政治人物，第八届国家杜马代表。
1992年至1997年，瑙莫夫担任马格尼托哥尔斯克市市长新闻秘书。1997年至1998年，他担任亚历山大·波奇诺克的顾问。1998年至1999年，他担任国际银行学院副院长。1999年至2004年，他成为维克托·赫里斯坚科的顾问，后者是一位俄罗斯政治家和欧亚经济委员会董事会主席。2010年至2020年担任俄罗斯公共关系协会主席。 2010年至2017年，他担任国立核研究大学MEPhI哲学系主任。2015年3月，瑙莫夫成为X5零售集团政府关系总监。2021年瑙莫夫加入俄罗斯自由民主党并于同年9月起担任第八届国家杜马代表。

## 制裁
瑙莫夫于2022年因俄乌战争而受到英国政府制裁。